# Cardento
Cardento (né le 10 avril 1992) est un étalon de robe grise, du stud-book Holsteiner, monté en saut d'obstacles par le cavalier suédois Peter Eriksson. Ce fils de Capitol I est ensuite devenu un reproducteur réputé, père entre autres de Zacramento et de Nice Stéphanie.

## Histoire
Il naît le 21 avril 1992 à l'élevage de Witt Reimer, en Allemagne,. Transféré au haras VDL, il a réalisé son test d'étalon à Münster-Handorf en 1995 avec d'excellents résultats, notamment en saut d'obstacles, où l'indice de 136,22 lui offre la deuxième place parmi les 59 étalons participants. D'après son cavalier Peter Eriksson, le travail pour le muscler a pris du temps.

## Description
Cardento est un étalon de robe grise, inscrit au stud-book du Holsteiner. Il toise 1,71 m, ce qui en fait un cheval plutôt grand, comme la plupart des poulains de Capitol I. Son physique est assez anguleux. Peter Eriksson le décrit comme un grand cheval, pas trop lourd, doté de membres d'excellente qualité.

## Palmarès
Peter Eriksson et Cardento ont rencontré de très nombreux succès au niveau international, devenant des piliers parmi l'équipe suédoise de saut d'obstacles. Ils remportent des étapes coupe des Nations à Rome, Drammen et Ikast. Ils décrochent de nombreux Grand Prix dont Holte, Helsingborg, Ängelholm, Gera, Kungsbacka par deux fois, et Aarhus. Ils terminent 6e de la qualificative pour la finale de la Coupe du monde de Göteborg.
- 2001 : Sélectionné pour les championnats d'Europe à Arnhem[7]

- 2002 : Médaille d'argent par équipes aux Jeux équestres mondiaux  de Jerez[7]

- 2003 : Médaille d'argent par équipes aux championnats d'Europe à Donaueschingen[7]

- 2004 : Médaille d'argent par équipes aux Jeux Olympiques d'Athènes[7]

## Origines
Cardento est un fils de l'étalon Capitol I et de la jument B Estelle, par Lord.  Il provient à ce titre de la lignée 173 du Holsteiner, l'une des plus influentes dans ce stud-book.

## Descendance

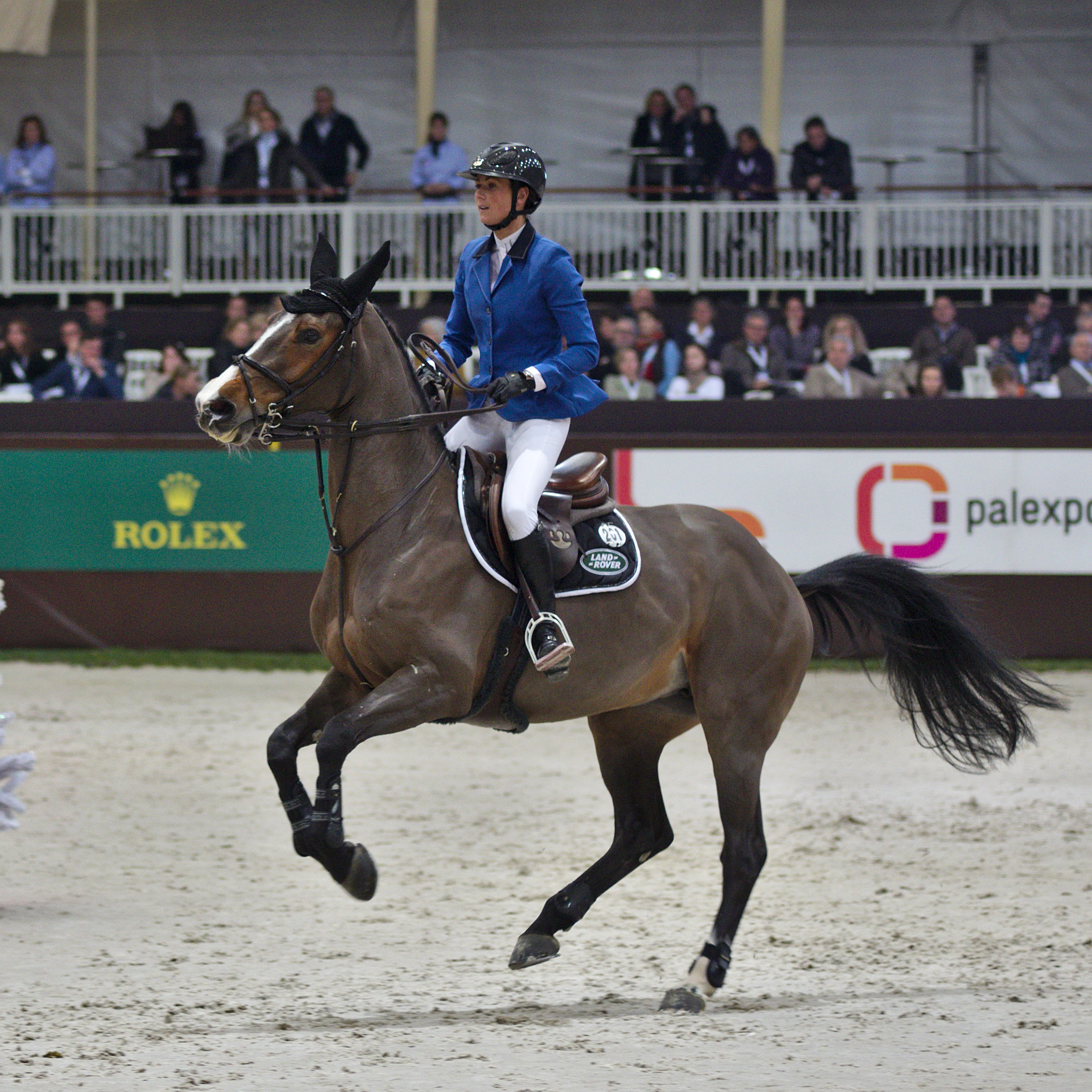
Nice Stéphanie, une fille de Cardento.

Cardento est devenu étalon, étant le père de 1 329 autres chevaux en Suède. Il est notamment le père de Flip's Little Sparrow, Zacramento, et Nice Stéphanie, ainsi que le grand-père de Albfuehren's Bianca.
Il a été approuvé à la reproduction en Suède en 1999, puis en France l'année suivante. Il est approuvé à la reproduction dans les stud-books KWPN, Selle français, cheval de sport belge, Selle suédois et Irish Sport Horse.
Visualiser la lignée de Cardento sous forme de graphe